# 萊茵邦聯條約

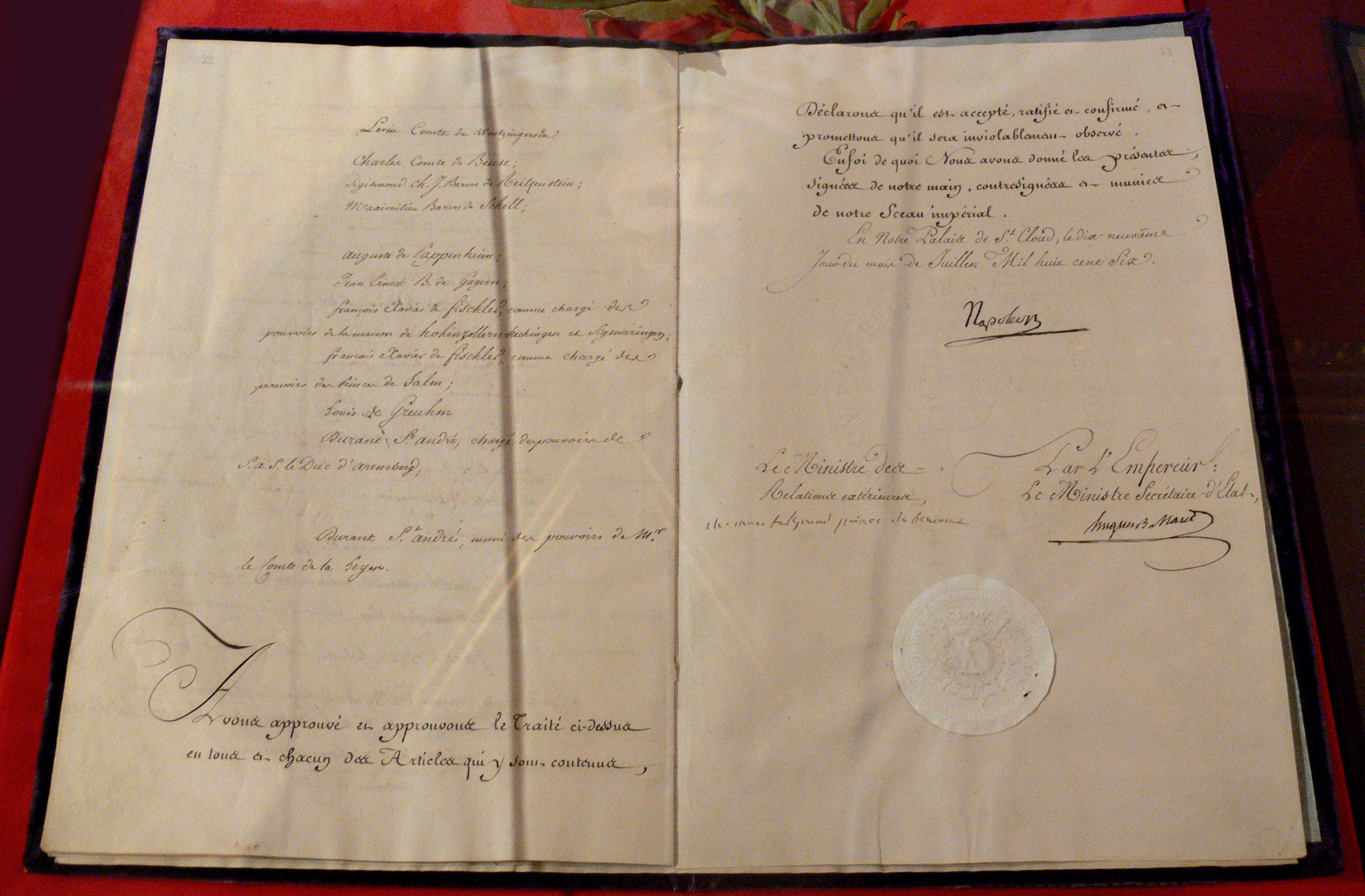
《萊茵邦聯條約》文件

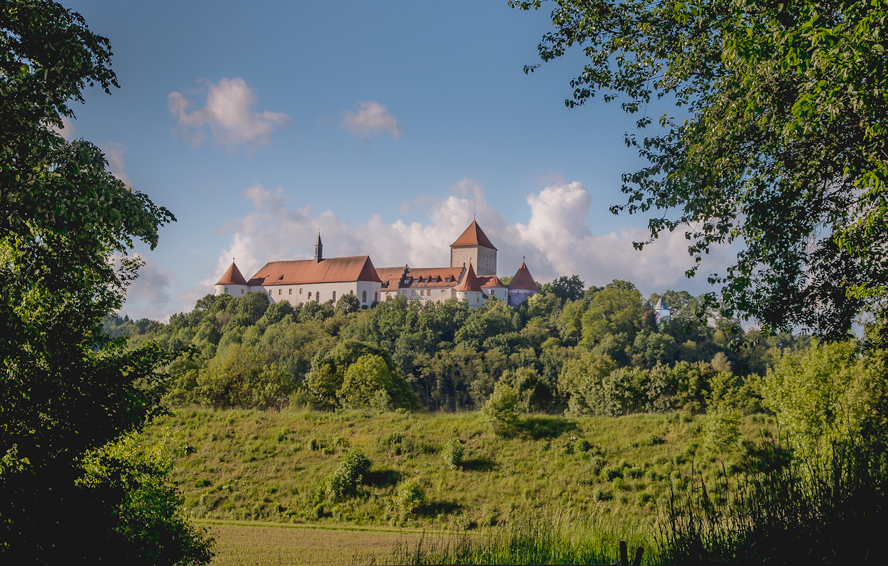
1806年7月26日，卡爾·西奧多·馮·達爾伯格親王主教在多瑙河畔的沃爾特城堡（Schloss Wörth an der Donau）簽署了《萊茵邦聯條約》，他本人成為了邦聯的第一任首席諸侯

《萊茵邦聯條約》（德語：Rheinbundakte）是1806年7月12日法國皇帝拿破崙·波拿巴的代表同16位神聖羅馬帝國邦國的代表在巴黎簽訂的條約。該條約使這些邦國脫離神聖羅馬帝國，並作為主權國家加入了新建立的邦聯（當時該條約稱其為萊茵蘭聯邦（法語：états confédérés du Rhinelande），其前身是構想的萊茵同盟）。“萊茵邦聯保護人”的名號被授予了法國皇帝拿破崙。同年8月，神聖羅馬帝國皇帝弗蘭茨二世放棄帝位，僅保留奧地利皇帝的稱號，延續近千年的神聖羅馬帝國正式滅亡。